# Lindera venezuelensis
Lindera venezuelensis är en fjärilsart som beskrevs av Hans Georg Amsel 1956. Lindera venezuelensis ingår i släktet Lindera och familjen äkta malar.
Artens utbredningsområde är Venezuela. Inga underarter finns listade i Catalogue of Life.